# European Union Prize for Contemporary Architecture
De European Union Prize for Contemporary Architecture of Mies van der Rohe Award is een prijs die één keer in de twee jaar wordt uitgereikt door de Europese Unie en de Fundació Mies van der Rohe voor beste kwalitatieve architectonische bijdrage in Europa. De prijs werd voor het eerst uitgereikt in 1988.

## Lijst van winnaars
| Jaar | Architect(en)                                                      | Gebouw                                                    | Plaats                 |  |
| ---- | ------------------------------------------------------------------ | --------------------------------------------------------- | ---------------------- |  |
| 1988 | Álvaro Siza                                                        | Banco Borges e Irmão                                      | Vila do Conde          |  |
| 1990 | Norman Foster                                                      | Nieuwe terminal op Stansted Airport                       | Londen                 |  |
| 1992 | Esteve Bonell en Francesc Rius                                     | Palau Municipal d'Esports de Badalona                     | Badalona               |  |
| 1994 | Nicholas Grimshaw                                                  | Station London Waterloo                                   | Londen                 |  |
| 1996 | Dominique Perrault                                                 | Bibliothèque nationale de France                          | Parijs                 |  |
| 1998 | Peter Zumthor                                                      | Kunsthaus Bregenz                                         | Bregenz                |  |
| 2001 | Rafael Moneo                                                       | Palacio de Congresos y Auditorio Kursaal                  | Donostia-San Sebastián |  |
| 2003 | Zaha Hadid                                                         | Parkeerplaats en station Hœnheim, Tram van Straatsburg    | Hœnheim                |  |
| 2005 | Rem Koolhaas                                                       | Nederlandse ambassade in Berlijn                          | Berlijn                |  |
| 2007 | Mansilla+Tuñón                                                     | Museo de Arte Contemporáneo de Castilla y León            | León                   |  |
| 2009 | Snøhetta                                                           | Operahuis in Oslo                                         | Oslo                   |  |
| 2011 | David Chipperfield                                                 | Neues Museum                                              | Berlijn                |  |
| 2013 | Henning Larsen Architects                                          | Harpa                                                     | Reykjavik              |  |
| 2015 | Estudio Barozzi Veiga                                              | Filharmonia Szczecin                                      | Szczecin               |  |
| 2017 | NL Architects en XVW Architectuur                                  | Renovatie van de Kleiburg                                 | Amsterdam              |  |
| 2019 | Lacaton & Vassal Architectes (Anne Lacaton & Jean-Philippe Vassal) | Renovatie van 530 sociale woningen in Grand Parc Bordeaux | Bordeaux               |  |
| 2022 | Grafton Architects (Yvonne Farrell & Shelley McNamara)             | Town House, Kingston University                           | Londen                 |  |
| 2024 | Gustav Düsing & Max Hacke                                          | Studiehuis van de Technische Universiteit Braunschweig    | Braunschweig           |  |